# Agelasta lecideosa
Agelasta lecideosa es una especie de escarabajo longicornio de la subfamilia Lamiinae. Fue descrita científicamente por Pascoe en 1865.
Se distribuye por Indonesia y Malasia. Posee una longitud corporal de 17-23 milímetros. El período de vuelo de esta especie ocurre en los meses de enero, marzo, mayo, junio y octubre.